# Universidad de Utah
La Universidad de Utah, referida localmente como the U o the U of U, es una universidad pública, de educación mixta e investigación, ubicada en la ciudad de Salt Lake City, Utah, Estados Unidos. La universidad fue establecida en 1850 como la Universidad de Deseret por la Asamblea General del provisional Estado de Deseret, siendo la institución de educación superior más antigua de Utah. Recibió su actual nombre en 1892, cuatro años antes de que Utah recibiera la calidad de estado, mudándose a su actual localización en 1900. Es una de las 10 instituciones que crearon el Sistema de Educación Superior de Utah.
La universidad ofrece más de 100 grados de licenciatura y más de 90 programas de posgrado. Los estudios para graduados incluyen la Escuela de Leyes S.J. Quinney y la Escuela de Medicina. En 2008 la Universidad contaba con 21,526 estudiantes de pregrado y 6,685 de posgrado, de los cuales el 85% son de Utah y el 7% de otros países. Un poco más del 10% de los alumnos viven en el campus.
Los equipos Universitarios, los Utes, participan en la División I de la NCAA. Su equipo de fútbol recibió la atención en los últimos años por ganar el Fiesta Bowl de 2005 y el Sugar Bowl de 2009.

## Historia

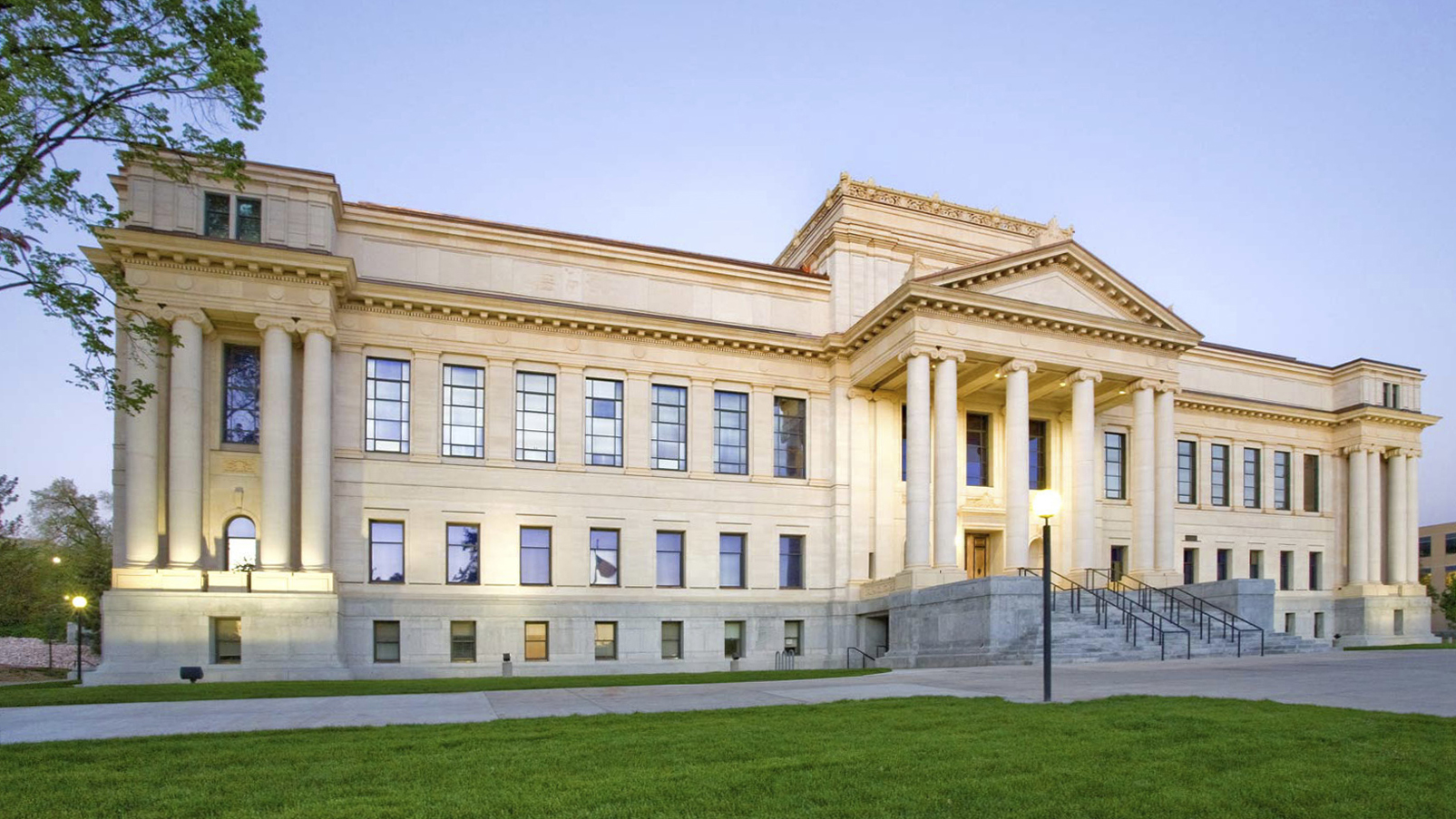
El Edificio Park es el centro de la administración universitaria.

La escuela fue establecida el 28 de febrero de 1850 como la Universidad de Deseret, un término indígena. Orson Spencer, líder de la Iglesia de Jesucristo de los Santos de los Últimos Días (Iglesia SUD), fue nombrado como el primer "canciller" de la universidad. Las primeras clases eran dadas en casas privadas hasta que se encontrase un sitio. La universidad fue cerrada en 1853 debido a la falta de fondos y la falta de apoyo del estado.
En los años siguientes las clases fueron intermitentes en la Case del Consejo de Salt Lake City, empezando a ser restablecida en 1867 bajo la dirección de David O. Calder, que fue seguido por John R. Park en 1869. La Universidad se mudó al Union Academy building en 1876 y luego al Union Square en 1884. En 1892, el nombre de la escuela cambió su nombre a Universidad de Utah, y John R. Park comenzó la organización para obtener tierras pertenecientes al ejército de los Estados Unidos en la base de Fort Douglas en la zona del valle de Salt Lake Valley, donde la Universidad se mudó permanentemente desde 1900. Hasta su muerte en 1900, John R. Park dejó toda su fortuna a la Universidad.
La universidad creció rápidamente en los años siguiente del siglo XX, pero se vio envuelta en temas de libertad académica en 1914 cuando "cuatro miembros de la facultad fueron expulsados por criticar la influencia de la Iglesia LDS en la universidad." Un tercio de la facultad y el presidente Joseph T. Kingsbury se retiraron de la misma en protesta. La controversia se resolvió en 1916, pero las operaciones de la Universidad se volvieron a interrumpir debido a los eventos históricos de la Primera Guerra Mundial, La Gran Depresión y la Segunda Guerra Mundial. A pesar de ello, la Universidad creció luego de la Segunda Guerra Mundial, haciendo adiciones sustanciales al campus. El enrolamiento de estudiantes que había descendido a 3,418 durante el último año de la Segunda Guerra alcanzó los 12,000 alumnos al término de la Presidencia de A. Ray Olpin en 1964. El crecimiento continuó en las siguientes décadas debido al desarrollo universitario en computación, medicina y otras investigaciones.
Durante la Olimpiadas de Invierno de 2002, la universidad sirvió como parte de la Villa Olímpica así como parte de las ceremonias de inauguración y calusura. Debido a dichos eventos, la universidad recibió una serie de facilidades que incluyeron renovaciones extensivas del Estadio Rice-Eccles, una pequeña línea de tren hasta el centro de Salt Lake City, un nuevo centro de estudiantes conocido como Heritage Center, un hotel en el campus con 134 habitaciones, un centro de convenciones, entre otros.